# قاعة بوردووك
قاعة جيم ويلان بوردووك (بالإنجليزية: Jim Whelan Boardwalk Hall)‏ هي ساحة متعددة الأغراض في أتلانتيك سيتي في مقاطعة أتلانتيك، نيوجيرسي.